# Гарибян, Григорий Маркарович
Григорий Маркарович Гарибян (арм. Գրիգոր Մարգարի Ղարիբյան, 13 декабря 1924, Тифлис — 8 июня 1991, Ереван) — советский физик-теоретик, академик АН Армянской ССР (1966).
Окончил физический факультет Московского государственного университета (1948). Научные работы Гарибяна посвящены квантовой электродинамике, астрофизике, физике космических лучей, а также вопросам прохождения заряженных частиц через вещество. С 1948 года заведовал лабораторией Ереванского физического института.
Исследовал тормозное излучение электрона и рождение пар фотоном в поле электрона (позитрона), излучение релятивистских электронов, движущихся в магнитных полях туманностей и звезд, ряд аннигиляционных явлений во встречных электрон-позитронных пучках.
Экспериментально обнаружил в 1959 году рентгеновское переходное излучение предсказанное В. Л. Гинзбургом и И. М. Франком в 1945 году. Установил, что энергия, отдаваемая в это излучение, линейно зависит от лоренц-фактора заряда. В ходе развития теории этого излучения были учтены многие эффекты, как, например, влияние многократного рассеяния на его образование и др.